# Střelba v Bělgorodské oblasti
Hromadná střelba se odehrála v armádním výcvikovém prostoru ve vsi Soloti ve Valujském rajónu Bělgorodské oblasti. Palbu začali okolo desáté hodiny místního času dva dobrovolníci pocházející z nejmenované země Společenství nezávislých států. Podle poradce ukrajinského prezidenta Oleksije Arestovyče šlo o dva Tádžiky, kteří se s ostatními hádali kvůli náboženství. Zemřelo jedenáct lidí, patnáct zraněných je ošetřováno v nemocnici. Útočníci byli po činu zastřeleni.
Podle tvrzení ruského ministerstva obrany ke střelbě došlo při střeleckém výcviku dobrovolníků, kteří se připravovali k nasazení na Ukrajině. Podle jiných zdrojů jsou oběťmi odvedenci pocházející z Brjanské oblasti.